# Regina Jacobs
Regina Jacobs (* 28. August 1963 in Los Angeles) ist eine ehemalige US-amerikanische Mittel- und Langstreckenläuferin.
Seit 1987 dominierte sie auf nationaler Ebene insbesondere im 1500-Meter-Lauf und holte insgesamt 24 US-Meistertitel:
- 800 m:
- 1500 m: 1987, 1989, 1992, 1994–1997, 1999–2003
- 5000 m: 1988, 1989, 2000
- Crosslauf: 2001, 2002

- in der Halle:
  - 1500 m: 1995, 2000, 2002, 2003
  - 1 Meile: 1995, 2000, 2002
  - 3000 m: 1999, 2001, 2003

Als Teilnehmerin an internationalen Großereignissen erzielte sie zunächst keinen Erfolg. Bei den Weltmeisterschaften 1987 in Rom und den Olympischen Spielen 1988 in Seoul und 1992 in Barcelona schied sie über 1500 Meter in der Qualifikation aus.
Das änderte sich Mitte der 1990er Jahre. Bei den Hallenweltmeisterschaften 1995 in Barcelona holte sie den Titel, bei den Weltmeisterschaften 1997 in Athen und 1999 in Sevilla jeweils die Silbermedaille über 1500 Meter, bei den Hallenweltmeisterschaften 1999 in Maebashi die Bronzemedaille über 3000 Meter.
Im Alter von 39 Jahren blieb sie am 2. Februar 2003 in Boston als erste Frau der Erde bei einem 1500-Meter-Hallen-Rennen unter 4 Minuten. Mit 3:59,98 min unterbot sie den 13 Jahre alten Weltrekord der Rumänin Doina Melinte um 29 Hundertstelsekunden. Kurz danach siegte sie bei den Hallenweltmeisterschaften in Birmingham über dieselbe Distanz.
Im selben Jahr wurde sie positiv auf Tetrahydrogestrinon (THG) getestet. Jacobs war eine prominente Kundin der Firma BALCO, die im Mittelpunkt der Doping-Affäre stand, die in der Folgezeit die US-amerikanische Sportszene erschütterte. Gerüchte über ihre Verwendung leistungssteigernder Substanzen waren seit längerem im Umlauf. 2004 wurde sie für vier Jahre gesperrt.
Regina Jacobs hatte bei einer Körpergröße von 1,68 m ein Wettkampfgewicht von 51 kg.